# 북파공작원
북파공작원(한국 한자: 北派工作員)은 대한민국에서 조선민주주의인민공화국으로 비밀리에 파견했었던 공작원이다. 이들은 각 군별 본부의 정보국에 소속하였으며, 특수임무수행자라고도 불린다.
대한민국 정부는 1953년 한국전쟁 휴전 이후로 1972년 7월 남북공동성명까지 1만 여명을 넘는 공작원을 북한에 보내, 7,726명을 실종처리했다. 과거에는 북파공작원들의 근무사실조차 부정되었으나, 2002년 북파공작원의 존재를 인정하는 법원 판결이 최초로 내려지고 북파공작원을 국가유공자로 우대하는 관련법안의 개정안이 통과되었다.

## 역사

### 6.25 전쟁
해방 이후, 공산주의 국가인 소련과 자본주의 국가인 미국이 북위 38도선을 기준으로 남북으로 분할 통치를 하며 한반도는 북한(조선민주주의인민공화국)과 남한(대한민국)으로 나뉘었다. 주한 미군은 한반도에서 이들 공산국가의 움직임을 주시하기 위해 주한 첩보 연락반 (일명 켈로부대)을 남기고 철수하였다. 1950년 6월 25일 새벽, 6.25 전쟁이 발발하자, 이들 KLO부대원들은 조선인민군의 후방으로 잠입하여 여러 비밀 작전들을 수행하였으며, 이후 미국 극동사령부의 주한 유엔군 유격부대 육군 8086부대과 8240부대로 통합되었다.

### 전후
전쟁동안 뿐 아니라 휴전 이후에도, 남한과 북한은 서로에게 비밀 작전을 수행하는 요원을 지속적으로 파견하였다. 육군은 1950년 7월 육군본부 정보국 공작과 (Headquarters of Intelligence Detachment; HID)를 발족시켰고, 1951년 3월에 이를 첩보전담부대로 독립시켰다. 해군은 조선인민군 해군의 도발과 선박 피랍에 대응하기 위해 1954년에 UDU (Underwater Demolition Unit)를 창설했다. 그리고 공군도 1954년에 첩보부대인 20특무전대(=2325부대)를 창설했다. 육군의 HID는 1961년에 AIU (Army Intelligence Unit)로 부대명을 바꾸었고 다시 1972년에 AIC (Army Intelligence Command)로 부대명을 변경하였다. 하지만 정식명칭의 변경과는 무관하게, 최초의 부대명인 HID라는 이름이 오늘날까지도 사실상 대내외적으로 통용되고 있다. 
이들 상설 북파부대 외에도, 1968년 북한 124부대의 청와대 기습 이후, 이에 대한 보복을 위한 목적으로 육군에 선갑도 부대, 해병대에 MIU, 공군에 684 부대(209파견대, 일명 실미도 부대)를 새로 창설하였다. 
이들 보복부대들은 보복임무를 위한 훈련을 마치고 출동 명령이 떨어지기를 기다리며 대기하고 있었지만, 그 사이 남북간의 정치관계가 화해무드 분위기로 바뀌면서 당초의 보복계획이 사실상 백지화되었고, 그에 따라 존재목적이 없어진 이 보복부대들은 해체될 예정이었다. 그러나, 이중 공군의 684부대원들은 해체에 저항하여 1971년 8월 23일 간부들을 살해하고 버스를 탈취하여 공군 본부를 폭파하기 위해 상경하였으나, 출동한 육군에 의해 대부분이 사살되고 생존자들은 군사 재판에 의해 사형에 처해지면서 부대가 비극적으로 해체되었다. 이후 나머지 두 보복부대(선갑도 부대 및 MIU)도 차례로 해체되었다. 
이로부터 30여년이 지난 2003년에, 684부대를 소재로 한 영화가 개봉되어 북파공작원이 대중들에게 널리 알려지게 되었다.
1972년 7·4 남북 공동 성명 이후, 대한민국과 조선민주주의인민공화국 양측은 공작원 파견을 자제하기로 성명함으로써 그 후로는 공작원을 파견하고 있지 않은 것으로 공식적으로는 알려져 있다. 
1990년에 각군의 모든 대북첩보부대(육군의 AIC, 해군의 UDU, 공군의 20특무전대)가 국군정보사령부로 통합되었다.

## 편제
북파공작원은 그 임무의 특수성으로 인하여 계급과 군번이 없다. 공작 임무를 수행하는 도중 적에게 잡혔을 때를 대비하기 위해서이다. 군번으로 소속부대 및 임관구분, 병과 및 주특기 등을 알 수 있기 때문이며 계급으로 해당 공작원이 하는 임무의 비중을 알 수 있기 때문이다.(계급이 높을수록 임무의 중요성이 커진다.) 이 때문에 북파공작원은 서류상으로는 존재하지 않는 군인으로서 군복무를 하게 된다.

## 선발
선발 여부는 정확히 알 수 없다. 항상 선발하지 않고 필요한 시기에만 선발하기 때문이다. 다만 선발대상은 임무 특성상 서류를 소지할 수 없기 때문에 기억력이 아주 좋아야 한다.
장교의 경우 정보 군사특기를 보유한 장교 중에서 선발하며 장교가 북파공작원이 되면 되려 군복을 입을 수 없다. 보직기간 내내 회사원으로 신분을 속여야 한다. 북파공작부대 장교는 부대원을 관리하거나 작전 중 사후처리(공작원이 민가에 도둑질할 경우 해당 민간인에게 변상하는 일 등)를 담당한다.

## 훈련
북파공작원의 훈련은 일반적인 방법으로 하지 않는다. 은폐와 기밀 유지가 임무의 최우선 요소이기 때문에 매우 다른 방법으로 훈련을 한다.
- 독도법: 지도를 통째로 외운 뒤 그 상태로 해당 지역으로 가서 머릿속에 외워둔 지도를 떠올리며 독도법을 한다. 북파공작원은 어떠한 종류의 서류도 지참할 수 없기 때문에 필요한 모든 서류를 외워야 한다.
- 구보: 산꼭대기에서 출발하는데 군견을 풀어서 추격을 시키며 구보를 한다. 이는 북한 지형의 과반수가 산악지대임을 감안한 것이다.
- 격투: 상대방을 최대한 조용하고 간단하게 처치하는 방법을 배운다.
- 사격: 눈을 가리고 사격훈련을 한다. 눈이 아닌 감각으로 조준해서 사격하는 훈련을 한다.
- 이발: 병을 깨고 거기서 나오는 유리조각으로 이발 및 면도를 하는 방법을 훈련한다. 장발이 되면 적지에서 수상하게 여기기 때문에 이발을 자주 해야 한다.
- 도둑질: 모든 물자는 대부분 현지에서 조달해야 하므로 민가에 침입해 물건을 훔치는 것 역시 훈련한다. 실제 마을에 침입해 도둑질을 하기도 하는데 이 경우 피해자에게는 국가에서 보상을 해 준다.
- 라디오: 북파공작원의 연락도구가 라디오인데 휴대전화를 사용하면 U-sim 칩을 강탈당할 경우 정체가 바로 노출되기 때문에 휴대전화를 쓰지 않고 라디오로 통화한다. 이 때문에 북파공작원은 라디오 다루는 방법을 훈련한다.
- 적지종심작전: 특전사 및 특공, 수색부대에서 하는 그 훈련이다.

북파공작원은 훈련했다고 모두 투입되는 것이 아니라 훈련한 인원 중에서도 엄선된 일부만 투입된다. 복무기간 내내 투입되지 않게 되면 전술한 훈련만 계속 반복하다 전역한다.

## 같이 보기
- 남파공작원
- 684 부대

## 참고
1. ↑  김보근 (2010년 6월 19일). “천안함, 북파공작원 그리고 ‘국가의 거짓말’”. 한겨레. 2012년 4월 20일에 확인함.
2. ↑  이정훈 (2004년 1월 1일). “북파공작원 보상 ‘앞으론 법대로’”. 주간동아. 2012년 4월 20일에 확인함.
3. ↑  단, 장교의 경우는 군번이 통합부여 형식이기 때문에 군번으로 병과나 주특기를 알 수 없다.